# Karmele Leizaola
Karmele Leizaola Azpiazu (San Sebastián, Guipúzcoa, 11 de mayo de 1929 – Madrid, 5 de febrero de 2021) fue una diseñadora gráfica venezolana de origen vasco, conocida por su influciencia en el periodismo venezolano. Es considerada pionera del diseño de la información en Venezuela y su trabajo ha sido influyente en diversas generaciones de profesionales del periodismo. 

## Biografía
Hija de Ricardo Leizaola y María Azpiazu, dejó su ciudad natal en 1936 y se mudó al sur de Francia con su madre y hermanos a causa del estallido de la guerra civil española. 
Su padre, un impresor vasco, se trasladó a Caracas en 1940 y trabajó como gerente de la Tipografía Vargas de Juan de Guruceaga.  
Karmele Leizaola llegó a Venezuela en 1945 y al poco tiempo ingresó en el Colegio San José de Tarbes para continuar con sus estudios por dos años.
En 1959 contrajo matrimonio con Luis de las Heras, con quien tuvo cuatro hijos: los periodistas Txomin las Heras, el caricaturista Eneko las Heras, el editor Mikel las Heras y Estíbaliz las Heras, quien fue jefe de Arte de El Universal en los noventa.
Fallece el 5 de febrero de 2021 en Madrid, dos días después de haber sido dada de alta por COVID-19.

### Carrera
En 1947, Karmele Leizaola comenzó a asistir a los talleres de Tipografía Vargas con su padre, ubicados entre Pajaritos y La Palma, en el centro de Caracas. Ya con cierta afinidad por el dibujo, su padre la invitó a ejercer de intérprete entre un diseñador de origen suizo y un venezolano. Este trabajo la llevó a su primer acercamiento con el diseño gráfico, el arte tipográfico y el periodismo.
Después de su primera experiencia en la tipografía Vargas, Karmele Leizaola continuó su labor en publicaciones como Élite, Momento y la Bohemia de la Cadena Capriles. Allí compartiría con personalidades del panorama cultural como Gabriel García Márquez, Simón Alberto Consalvi y Guillermo Sucre. 
En 1979, comenzó a trabajar en el periódico el Nacional, con el cual su obra alcanzaría fama. Esto la convirtió en la primera mujer en ingresar a una Secretaría de Redacción de un medio impreso en Venezuela.
En años posteriores, continuó trabajando en publicaciones como Domingo Hoy, el semanario cultural de Economía Hoy y la diagramación del encartado, de frecuencia mensual, dentro de Feriado. Allí trabajó con profesionales como Víctor Hugo Irazábal y Carmen Riera, a quienes pudo impartir sus enseñanzas.  

## Estilo de trabajo
Karmele Leizaola trabajó el diseño como una herramienta del periodismo. Abrió un nuevo camino en el diseño editorial de Venezuela al hacer más fluida la noticia en medios impresos. Karmele consideraba el diseño como una herramienta necesaria en el periodismo: “el periodismo pierde fuerza si el diseño no lo ayuda”.
Su estilo innovador hacía uso de los espacios en blanco para visualizar el contraste entre lo que está habitado y deshabitado en la información. Manejaba con facilidad el empleo de fuentes tipográficas y la arquitectura de los textos para dar un sentido de equilibrio y unidad de las cosas.

## Premios y reconocimientos
En 1982 recibió el Premio Municipal de Periodismo de Venezuela en la mención de diagramación y diseño y la Orden Francisco de Miranda en 3.ª clase en 1984.
En 1990 recibió el Premio Nacional de Periodismo de manos de Carlos Andrés Pérez.